# Efeu (Heraldik)

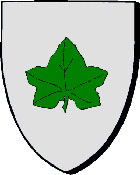
Efeublatt im Wappen

Der Efeu ist in der Heraldik eine Wappenfigur und nicht sehr verbreitet.
Dargestellt wird ein Blatt der Pflanze oder eine Ranke mit mehreren Blättern. Um Verwechslungen mit Darstellungen ähnlicher Wappenfiguren zu vermeiden, sollte die Blasonierung (Wappenbeschreibung) herangezogen werden. Alle heraldische Farben sind möglich, aber grün ist bevorzugt.
Die Pflanze symbolisiert das Leben. Sie steht auch für Freundschaft und Beständigkeit. Ein Efeuzweig einem Brautpaar geschenkt, wird als fortgrünende Liebe und Glück empfunden.

Beispiele
Wappen des Ortsteils Ivenrode, Deutschland (in Silber ein grünes Efeublatt)
Wappen der Gemeinde Pollestres (Frankreich)
Wappen von Amiens (Frankreich) mit großer Ranke